# Cryptopipo
Cryptopipo är ett fågelsläkte i familjen manakiner inom ordningen tättingar: Släktet omfattar två arter:
- Grön manakin (Cryptopipo holochlora)
- Chocómanakin (Cryptopipo litae)